# Stefan Küng
Stefan Küng (ur. 16 listopada 1993 w Wil) – szwajcarski kolarz szosowy i torowy posiadający także obywatelstwo Liechtensteinu.
Za sprawą swojej rodziny Küng posiada również obywatelstwo Liechtensteinu – jego babcia pochodzi z tego kraju, a obywatelstwo to posiada także jego matka, w związku z czym otrzymały je również jej dzieci. W barwach Liechtensteinu startował w igrzyskach małych państw Europy, do których Szwajcaria się nie kwalifikuje.

## Kariera
Pierwszy międzynarodowy sukces w karierze Stefan Küng osiągnął w 2011 roku, kiedy zdobył złoty medal w madisonie podczas torowych mistrzostw Europy juniorów. W tym samym roku wystąpił w barwach gospodarzy na igrzyskach małych państw Europy w Liechtensteinie, zdobywając srebrne medale na szosie w wyścigu ze startu wspólnego i indywidualnej jeździe na czas. Na rozgrywanych dwa lata później torowych mistrzostwach świata w Mińsku wywalczył brązowy medal w indywidualnym wyścigu na dochodzenie. W zawodach tych wyprzedzili go jedynie Australijczyk Michael Hepburn oraz Martyn Irvine z Irlandii. Jest ponadto mistrzem Szwajcarii w omnium i indywidualnej jeździe na czas z 2011 roku. W 2014 roku wystąpił na mistrzostwach świata w Cali, gdzie był drugi w indywidualnym wyścigu na dochodzenie, przegrywając tylko z Alexandrem Edmondsonem z Australii. Na tych samych mistrzostwach wspólnie z Thérym Schirem zdobył brązowy medal w madisonie.

## Osiągnięcia

### Kolarstwo szosowe
Opracowano na podstawie:

2011
- 3. miejsce w Junioren Driedaagse van Axel
- 3. miejsce w Tour Du Pays De Vaud
  - 1. miejsce na 6. etapie
- 2. miejsce w igrzyskach małych państw Europy (start wspólny)
- 2. miejsce w igrzyskach małych państw Europy (jazda indywidualna na czas)
- 1. miejsce w mistrzostwach Szwajcarii juniorów (jazda indywidualna na czas)
- 3. miejsce w mistrzostwach Szwajcarii juniorów (start wspólny)

2013
- 1. miejsce w Giro del Belvedere
- 1. miejsce w igrzyskach małych państw Europy (jazda indywidualna na czas)
- 3. miejsce w mistrzostwach Szwajcarii U23 (start wspólny)
- 1. miejsce w mistrzostwach Szwajcarii U23 (jazda indywidualna na czas)
- 3. miejsce w Chrono Champenois

2014
- 1. miejsce w Tour de Normandie
  - 1. miejsce w klasyfikacji młodzieżowej
  - 1. miejsce w prologu
- 1. miejsce w Flèche Ardennaise
- 2. miejsce w mistrzostwach Szwajcarii (jazda indywidualna na czas)
- 1. miejsce w mistrzostwach Europy U23 (jazda indywidualna na czas)
- 1. miejsce w mistrzostwach Europy U23 (start wspólny)
- 3. miejsce w mistrzostwach świata U23 (jazda indywidualna na czas)

2015
- 1. miejsce w Volta Limburg Classic
- 1. miejsce na 4. etapie Tour de Romandie
- 1. miejsce w mistrzostwach świata (jazda drużynowa na czas)

2016
- 1. miejsce na 5. etapie Eneco Tour (jazda drużynowa na czas)
- 2. miejsce w mistrzostwach świata (jazda drużynowa na czas)

2017
- 1. miejsce na 1. etapie Tirreno-Adriático (jazda drużynowa na czas)
- 1. miejsce w klasyfikacji punktowej Tour de Romandie
  - 1. miejsce na 2. etapie
- 1. miejsce w mistrzostwach Szwajcarii (jazda indywidualna na czas)
- 2. miejsce w mistrzostwach Szwajcarii (start wspólny)
- 1. miejsce na 2. etapie BinckBank Tour
- 3. miejsce w Tour of Britain
- 2. miejsce w mistrzostwach świata (jazda drużynowa na czas)

2018
- 1. miejsce na 3. etapie Volta a la Comunitat Valenciana (jazda drużynowa na czas)
- 1. miejsce na 1. etapie Tirreno-Adriático (jazda drużynowa na czas)
- 1. miejsce na 1. (jazda drużynowa na czas) i 9. etapie Tour de Suisse
- 1. miejsce w mistrzostwach Szwajcarii (jazda indywidualna na czas)
- 1. miejsce na 3. etapie Tour de France (jazda drużynowa na czas)
- 1. miejsce na 2. etapie BinckBank Tour

2019
- 1. miejsce na 3. etapie Volta ao Algarve
- 1. miejsce na 2. etapie Tour de Romandie
- 1. miejsce w mistrzostwach Szwajcarii (jazda indywidualna na czas)
- 1. miejsce w Tour du Doubs
- 3. miejsce w Okolo Slovenska
  - 1. miejsce na etapie 1b
- 3. miejsce w mistrzostwach świata (start wspólny)

2020
- 1. miejsce w mistrzostwach Szwajcarii (jazda indywidualna na czas)
- 1. miejsce w mistrzostwach Europy (jazda indywidualna na czas)
- 3. miejsce w mistrzostwach świata (jazda indywidualna na czas)
- 3. miejsce w BinckBank Tour
- 1. miejsce w mistrzostwach Szwajcarii (start wspólny)

2021
- 1. miejsce w Volta a la Comunitat Valenciana
  - 1. miejsce na 4. etapie
- 1. miejsce na 1. etapie Tour de Suisse
- 1. miejsce w mistrzostwach Szwajcarii (jazda indywidualna na czas)
- 1. miejsce w mistrzostwach Europy (jazda indywidualna na czas)
- 1. miejsce w Chrono des Nations

2022
- 3. miejsce w E3 Saxo Bank Classic
- 3. miejsce w Paryż-Roubaix
- 2. miejsce w mistrzostwach Europy (jazda indywidualna na czas)
- 1. miejsce w Tour Poitou-Charentes en Nouvelle-Aquitaine
  - 1. miejsce na 4. etapie
- 2. miejsce w mistrzostwach świata (jazda indywidualna na czas)
- 1. miejsce w mistrzostwach świata (mieszana jazda drużynowa na czas)
- 1. miejsce w Chrono des Nations

2023
- 1. miejsce na 5. etapie Volta ao Algarve
- 1. miejsce na 1. etapie Tour de Suisse

## Rankingi

### Kolarstwo szosowe
| Rok             | 2013 | 2014 | 2015 | 2016 | 2017 | 2018 | 2019 | 2020 | 2021 | 2022 | 2023 | 2024 |
| --------------- | ---- | ---- | ---- | ---- | ---- | ---- | ---- | ---- | ---- | ---- | ---- | ---- |
| UCI World Tour  |      |      | 166. | -    | 103. | 102. |      |      |      |      |      |      |
| World Ranking   |      |      |      | 490. | 114. | 163. | 50.  | 23.  | 26.  | 7.   | 23.  | 28.  |
| UCI Europe Tour | 214. | 30.  |      | 432. | 163. | 514. | 38.  | 20.  | 23.  | 7.   | 22.  | 23.  |
| UCI Asia Tour   | -    | -    |      | 333. | -    | 606. |      |      |      |      |      |      |
|                 |      |      |      |      |      |      |      |      |      |      |      |      |
| Źródło: UCI     |      |      |      |      |      |      |      |      |      |      |      |      |